# بورسالینو (فیلم)
بورسالینو (انگلیسی: Borsalino) یک فیلم سینمایی جنایی فرانسوی-ایتالیایی با بازی ژان‌پل بلموندو و آلن دلون به کارگردانی ژاک دری است که در سال ۱۹۷۰ منتشر شد.
این فیلم در بیستمین جشنواره بین المللی فیلم برلین شرکت کرد. در سال ۲۰۰۹، نشریه امپایر در نظرسنجی "۲۰ فیلم برتر گنگستری که احتمالاً هرگز ندیده‌اید ..." به این اثر شماره ۱۹ داد. این فیلم بر اساس سرگذشت گنگسترهای واقعی، پل کاربون و فرانسوا اسپیریتو ساخته شده است، که در زمان اشغال فرانسه در جنگ جهانی دوم با آلمان نازی همکاری کردند (اگرچه در فیلم به این مورد اشاره‌ای نشده است). برای این فیلم دنباله‌ای به نام بورسالینو و شرکا. در سال ۱۹۷۴ با بازی آلن دلون در نقش اصلی منتشر شد.

## بازیگران
- ژان‌پل بلموندو
- آلن دلون در نقش روچ سیفردی
- آرنولدو فوآ
- ماریو داوید
- میشل بوکه
- آرت سیمونز
- لائورا آدانی